# Rinaldo Geleng
Rinaldo Geleng (Roma, 19 giugno 1920 – Roma, 15 maggio 2003) è stato un pittore e cartellonista cinematografico italiano.

## Biografia
Parente del pittore Otto Geleng, dopo gli studi artistici si diploma nel 1939. Legato alla sua città natale, dall'immediato dopoguerra è anche cartellonista, realizzando una serie di manifesti per il cinema dopo la prima occasionale esperienza - che rimarrà unica - come attore, nel ruolo di un giullare ne La fornarina di Enrico Guazzoni nel 1943. Diventato amico di Federico Fellini, ha occasione di realizzare manifesti e locandine di cinque suoi celebri film, Roma (1972), Il Casanova di Federico Fellini (1976), La città delle donne (1980), E la nave va (1983) e Ginger e Fred (1986), nonché varie pitture di scena (suoi per esempio gli affreschi antichi in Roma, o i quadri nei saloni in E la nave va). Ma in precedenza ha occasione di realizzarne altri, come quelli per Avanti a lui tremava tutta Roma di Carmine Gallone (1947) e Il ragazzo sul delfino di Jean Negulesco (1957). Come pittore si specializza nella ritrattistica. Negli anni '50 vive a Parigi dove è direttore artistico di una casa editrice. Quindi per breve tempo collabora a Milano con la casa editrice Mondadori per realizzare copertine per la collana I libri del pavone e per la rivista Arianna. I suoi due figli, Giuliano Geleng e Antonello Geleng, seguiranno le sue orme.